# Vladimir Božović
Vladimir Božović (in serbo Владимир Божовић?; Peć, 13 novembre 1981) è un ex calciatore montenegrino, di ruolo centrocampista.

## Carriera

### Club
Dopo aver giocato con squadre serbe, nel 2007 si trasferisce al Rapid Bucarest.

### Nazionale
Nel 2007 debutta con la nazionale montenegrina.

## Palmarès

### Club

#### Competizioni nazionali
- Supercoppa di Romania: 1

Rapid Bucarest: 2007